# Nelson Pereira dos Santos
Nelson Pereira dos Santos (São Paulo, 1928. október 22. – Rio de Janeiro, 2018. április 21.) brazil filmrendező, forgatókönyvíró, producer.

## Filmjei
- Juventude (1949, dokumentum-rövidfilm, rendező)
- Rio 40 fok (Rio 40 Graus) (1955, forgatókönyvíró, rendező, producer)
- Rio Zona Norte (1957, forgatókönyvíró, rendező, producer)
- O Grande Momento (1958, producer)
- Mandacaru Vermelho (1962, forgatókönyvíró, rendező, producer)
- Aszály (Vidas Secas) (1963, forgatókönyvíró, rendező)
- Boca de Ouro (1963, forgatókönyvíró, rendező)
- El justicero (1967, forgatókönyvíró, rendező, producer)
- A Opinião Pública (1967, dokumentumfilm, producer)
- Fome de Amor (1968, forgatókönyvíró, rendező)
- Azyllo Muito Louco (1970, forgatókönyvíró, rendező, producer)
- Milyen ízletes volt az a francia! (Como Era Gostoso o Meu Francês) (1971, forgatókönyvíró, rendező, producer)
- A Hora e Vez de Augusto Matraga (1971, producer)
- Quem é Beta? (1972, forgatókönyvíró, rendező)
- O Amuleto de Ogum (1974, forgatókönyvíró, rendező, producer)
- As Aventuras Amorosas de Um Padeiro (1975, producer)
- Csodabazár (Tenda dos Milagres) (1977, forgatókönyvíró, rendező, producer)
- A szenvedély háza (A Dama do Lotação) (1978, producer)
- Két fiú gitárral (Na Estrada da Vida) (1980, rendező)
- Insônia (1980, "Ladrão, O" rész, , forgatókönyvíró rendező)
- A Missa do Galo (1982, rövidfilm, forgatókönyvíró, rendező, producer)
- Börtönemlékek (Memórias do Cárcere) (1984, forgatókönyvíró, rendező, producer)
- Jubiabá (1986, forgatókönyvíró, rendező)
- A folyó harmadik partja (A Terceira Margem do Rio) (1994, forgatókönyvíró, rendező)
- Cinema de Lágrimas (1995, tv-film, forgatókönyvíró, rendező)
- Guerra e Liberdade - Castro Alves em São Paulo (1998, rendező)
- Casa-Grande e Senzala (2000, tv-dokumentumfilm, rendező)
- Meu Compadre, Zé Ketti (2003, dokumentum-rövidfilm, rendező)
- Raízes do Brasil: Uma Cinebiografia de Sérgio Buarque de Hollanda (2003, dokumentumfilm, forgatókönyvíró, rendező, producer)
- Brasília 18% (2006, forgatókönyvíró, rendező)
- A Música Segundo Tom Jobim (2012, dokumentumfilm, forgatókönyvíró, rendező)
- A Luz do Tom (2013, dokumentumfilm, forgatókönyvíró, rendező)